# Бежичи
Бе́жичи — бывшее село близ города Брянска, на правом берегу Десны в 6 км выше устья Болвы. В настоящее время находится в городской черте (в северо-западной части города).

## История
Поселение на этом месте существовало уже в раннем железном веке, что подтверждается археологическими раскопками, в ходе которых в центре села в XIX в. было открыто древнее городище (найдены фрагменты лепной керамики юхновской культуры и др.). К северо-западу от городища, на склоне террасы р. Десны — остатки древнерусского селища XI—XII вв.
Современное поселение возникло не позднее XV—XVI в.; впервые упоминается в документах начала XVII века как существующее село с двумя церквями (Троицкой и Иоанна Богослова), разорённое Смутой (современное каменное здание Троицкой церкви построено в 1 половине XVIII в.). К середине XVII в. — сельцо, владение Зиновьевых, Безобразовых; в XVIII—XIX вв. — Замятиных, Тютчевых, Львовых и др.; в XIX в. работал сахарный завод Львовых. В 1885 и 1901 были открыты две церковно-приходские школы. В XVII—XVIII вв. село входило в состав Подгородного стана Брянского уезда; с 1861 по 1924 в Елисеевской волости Брянского (с 1921 — Бежицкого) уезда; затем в составе Бежицкой волости, с 1929 в Брянском районе. В 1934 включено в состав города Бежицы; с 1956 в черте г. Брянска (в составе Бежицкого административного района).
До настоящего времени преобладает частная застройка.

## Транспорт
По центральным улицам Бежичей проходят маршруты городского транспорта: автобус № 19, 23.
Маршрутные такси № 140, 166, 171Д, 99, 65 и др.